# Berrár Jolán
Berrár Jolán (Budapest, 1925. augusztus 13. – Budapest, 1985. február 6.) nyelvész, a nyelvészeti tudomány kandidátusa (1958).

## Életútja
A Mária Terézia Leánygimnáziumban érettségizett. 1943 és 1948 között a budapesti Pázmány Péter Tudományegyetemen tanult, itt 1947-ben bölcsészdoktori, majd 1948-ban magyar-történelem szakos középiskolai tanári oklevelet nyert. 1945-től az egyetem Magyar Nyelvtudományi Intézetében dolgozott mint könyvtáros, 1947-től pedig mint könyvtárkezelő (demonstrátor). Ugyanezen intézménynél 1947-től mint díjtalan tanársegéd volt állományban, 1949-től gyakornok, 1950-től tanársegéd, 1952-től adjunktus, ezután pedig docens volt. Főleg a magyar történeti mondattan volt a szakterülete.

## Főbb művei
- Tavaszi hit (versek, Balassagyarmat, 1943)
- Kunigunda - Kinge (Budapest, 1949)
- Női neveink 1400-ig (Budapest, 1951)
- Fejezetek határozóragjaink élettörténetéből (Budapest, 1957)
- Magyar történeti mondattan (Budapest, 1957)
- A magyar hasonlító mondatok története a XVI. század közepéig (Budapest, 1960)
- A mondat formai ismertetőjegyei (Budapest, 1963)
- Szóképzés, lexika, szintaxis (Budapest, 1965)
- A magyar nyelv története (Bárczi Gézával, Benkő Loránddal, Budapest, 1967)
- Régi magyar glosszárium : Szótárak, szójegyzékek és glosszák egyesített szótára (Károly Sándorral, Budapest, 1984)